# 陈克攻
陈克攻（1922年—2002年），男，广东文昌（今属海南）人，中华人民共和国政治人物，曾任海南省政协副主席，第七届全国政协委员。